# 纤细苞茅
纤细苞茅（学名：Hyparrhenia filipendula）为禾本科苞茅属下的一个种。